# 李新华 (1953年)
李新华（1953年1月—），汉族，湖南祁东人，1969年3月参加工作，1974年6月加入中国共产党，中华人民共和国政治人物。

## 经历
1975年9月，毕业于昆明工学院（现昆明理工大学）化工系基本有机合成专业大学普通班。
历任云南省云南天然气化工厂建设指挥部设计组干事、团委负责人、车间主任、副厂长、厂长、党委书记，云天化集团有限责任公司董事长、总经理、党委书记。
2002年3月任云南省省长助理，2003年1月任云南省人民政府副省长。
2007年5月，转任中国石油天然气集团副总经理、党组成员。
2013年7月，被免去中国石油天然气集团公司副总经理、党组成员职务。
2019年3月，接受中央纪委国家监委驻国资委纪检监察组、四川省纪委监委审查调查。